# سوزان سزر

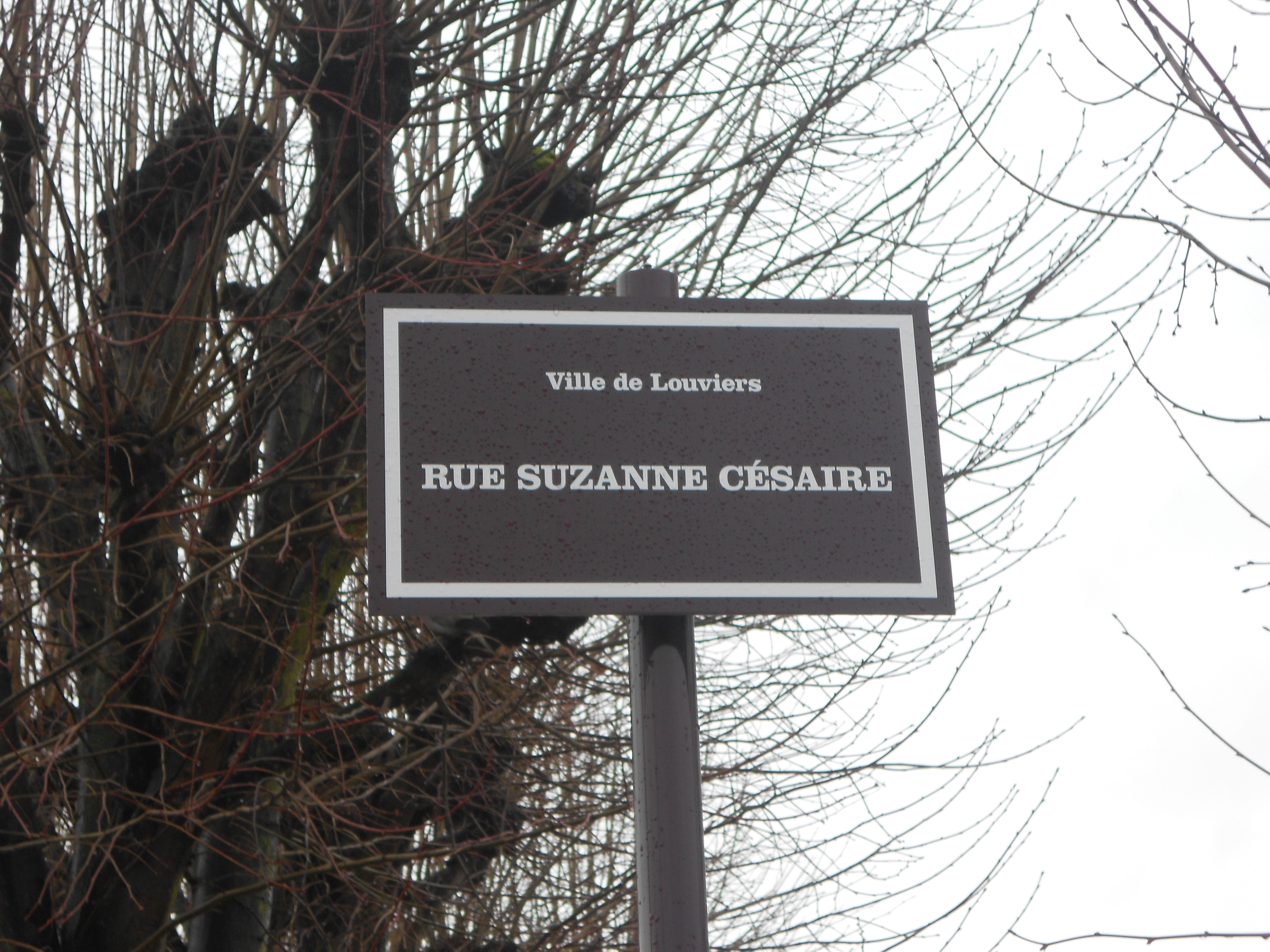
خیابان سوزان سزر در لوویر، فرانسه.

سوزان سزر (به فرانسوی: Suzanne Césaire) (زادهٔ ۱۱ اوت ۱۹۱۵ - درگذشتهٔ ۱۶ می ۱۹۶۶) نویسندهٔ سوررئال، آموزگار، پژوهشگر، فمینیست و مبارز ضداستعمار فرانسوی-مارتینیکی بود. او همسر شاعر مشهور فرانسوی -امه سزر- بوده‌است.